# Селестіно Руїс Сайнц де Сантамарія
Селестіно Руїс Сайнц де Сантамарія (ісп. Celestino Ruiz Sáenz de Santamaría) — іспанський, андалузький полковник-військовик, президент футбольного клубу «Кадіс КФ» із міста Кадіс. Після поспішного об'єднання з клубом «КД Еркулес Ґадітано» (CD Hércules Gaditano), він став, 13 за ліком, президентом головного футбольного клубу побережжя Кадіської затоки.

## Життєпис
Селестіно Руїс Сайнц де Сантамарія був із числа андалузької військової знаті, і в часі найглибшого фінансового кризу в кадійському футболі — він перебував на керівних постах у тамтешньому військовому гарнізоні. Гарнізону тоді підпорядковувалися різні підрозділи (від морських до сухопутних, а також кілька військових академій). В ті часи, військові окрім безпосередньої військової служби, мали можливість своє дозвілля проводити у військових спортивних клубах-командах, які засновували в гарнізонах чи академіях і практикували як єдиноборства, так і футбол. Невдовзі найвідомішим клубом став «КД Еркулес Ґадітано», яким і опікувався полковник Селестіно Руїс Сайнц де Сантамарія, і саме в 1940-х роках ця команда зуміла здійнятися на найбільші свої висоти, граючи в 1 Дивізоні регіональної ліги (Південь) вони там стали фаворитами. Тому коли очільники «Кадіс КФ» та муніципалітет стали перед дилемою краху: розпаду клубу чи спасіння — вони звернулися до військових за допомогою, Селестіно Руїс Сайнц де Сантамарія запросили в його акціонери-партнери, а пізніше, ще й обрали президентом клубу.
Головний набуток Селестіно Руїс Сайнц де Сантамарія: спасіння муніципального клубу та фінансово-ресурсна стабілізація в нім. Йому довелося об'єднати свій «КД Еркулес Ґадітано» та «Кадіс КФ» — створивши «КД Сосьєдад Еркулес де Кадіс КФ» (CF Sociedad Hercules de Cádiz CF), хоча відносно турнірного становища, то вони так і не вибралися зі стану аутсайдерів. Додатковим, характерним набутком полковника Селестіно, стала ініціатива залучення військових спортсменів до команди «Кадіс КФ», що їх частково називали ще й «військовим клубом»: оскільки в Іспанії була заведена обов'язкова військова служба для чоловіків, то чимало спортсменів, зокрема молоді футболісти, змушені були обирати військову частину для проходження військової служби. Саме, завдячуючи Селестіно, «кадісці» мали змогу поповнювати свої ряди перспективними й відомими молодими гравцями.
Провальна кінцівка сезону 1942-43 років під наставництвом граючого тренера Сантьяго Буїрія (Santiago Buiría), коли внаслідок реорганізації Сегунди, їм не вдалося зачепитися за рятівне місце й понизилися до класу Терсери — все це призвело до фінасово-ресурсного краху в клубі. Впродовж сезону чимало сосіос та акціонерів відвернулися від команди, а за ними й покинули клуб перспективні виконавці, тому грати в щойно сформованій Терсері, навіть не було кому. Відтак поєднавши «геркулесців» та «кадісців» й залишивши місцевого ветерана на тренерській лавці, Селестіно Руїс Сайнц де Сантамарія відновив надії на сезон 1943-44 років. На жаль, гравці не були ще зіграні — тому команда провалила стартовий відрізок. Незадоволені таким результатом акціонери клубу вирішили долучити до президентства місцевого управлінця, а полковник поступово віддалився від команди.
Після полишення поста президента клубу, Селестіно Руїс Сайнц де Сантамарія повернувся до своєї військової кар'єри, та продовжив своє сприяння спорту в Кадісі. Продовживши програму «мітітарі» («Servicio Militar („Mili“)») аж до 1990-х років.